# Поздняково (Красногорський район)
Поздняково (рос. Поздняково) — село в Красногорському районі Московської області Російської Федерації.

## Розташування
Село Поздняково входить до складу сільського поселення Ільїнське. Найближчі населені пункти Ніколо-Урюпіно, Інженерний-1, Михалково.

## Населення
Станом на 2006 рік у селі проживало 197 осіб.